# Günter Groß (Fußballspieler)
Günter Groß (* 21. September 1946; † 15. Dezember 2012) war ein deutscher Fußballspieler.

## Werdegang
Der Stürmer Günter Groß kam als B-Jugendlicher zum VfL Bochum und rückte im Sommer 1965 in den Kader der Profimannschaft auf, die gerade in die zweitklassige Regionalliga West aufgestiegen war. Ein Bruch des Schienbeins zwang ihn in der Runde 1968/69 zu einer einjährigen Verletzungspause. 1968 erreichte Groß mit seiner Mannschaft das Endspiel um den DFB-Pokal. Zwei Jahre später wurde Groß mit den Bochumern Meister der Regionalliga West, scheiterte aber in der Aufstiegsrunde zur Bundesliga an Kickers Offenbach. Groß wechselte daraufhin zur DJK Gütersloh, für den er noch bis 1972 in der Regionalliga West spielte, bevor er seine Karriere beendete. Günter Groß absolvierte 110 Regionalligaspiele und erzielte dabei 14 Tore. Davon entfielen 54 Spiele und elf Tore auf Bochum und 56 Spiele und drei Tore auf Gütersloh.